# Zhao Guifeng
Zhao Guifeng (25 de enero de 1974) es una deportista china que compitió en remo. Ganó dos medallas en el Campeonato Mundial de Remo, en los años 1994 y 2002.

## Palmarés internacional
| Campeonato Mundial | Campeonato Mundial            | Campeonato Mundial | Campeonato Mundial |
| Año                | Lugar                         | Medalla            | Prueba             |
| ------------------ | ----------------------------- | ------------------ | ------------------ |
| 1994               | Indianápolis (Estados Unidos) | Medalla de plata   | Cuatro scull       |
| 2002               | Sevilla (España)              | Medalla de bronce  | Cuatro sin timonel |